# Beyeria leschenaultii
Beyeria leschenaultii là một loài thực vật có hoa trong họ Đại kích. Loài này được (DC.) Baill. mô tả khoa học đầu tiên năm 1866.